# Odorrana
Odorrana  (лат.) — род земноводных из семейства настоящих лягушек. Насчитывает 54 вида.
Общая длина представителей этого рода колеблется от 3 до 15 см. По своему строению похожи на виды из родов Rana, Amolops, Huia. Отличаются от них лишь по молекулярным филогенетическими признакам. Большинство видов этого рода имеют широкую, но короткую голову с довольно вытянутой мордой. Строение ушей и череп позволяет этим лягушкам отправлять и получать ультразвуковые сигналы. Туловище массивное и толстое. Конечности крепкие с плавательными перепонками или пальцы с дисками-присосками. Окраска различается в зависимости от места, ландшафта пребывания.
Любят ручьи в горной местности, болота, рисовые поля. Активны преимущественно в сумерках. Питаются различными беспозвоночными.
Это яйцекладущие земноводные.
Живут в некоторых районах Индии, Юго-Восточной и Восточной Азии.

## Классификация
На 19 января 2021 года в род включают 60 видов:
- Odorrana absita (Stuart & Chan-ard, 2005)
- Odorrana amamiensis (Matsui, 1994)
- Odorrana andersonii (Boulenger, 1882) — Лягушка Андерсона
- Odorrana anlungensis (Liu at al., 1973)
- Odorrana aureola Stuart at al., 2006
- Odorrana bacboensis (Bain at al., 2003)
- Odorrana banaorum (Bain at al., 2003)
- Odorrana bolavensis (Stuart & Bain, 2005)
- Odorrana cangyuanensis (Yang, 2008)
- Odorrana chapaensis (Bourret, 1937) — Северовьетнамская лягушка
- Odorrana chloronota (Gunther, 1876)
- Odorrana dulongensis Liu, Che & Yuan, 2021
- Odorrana exiliversabilis Li at al., 2001
- Odorrana fengkaiensis Wang at al., 2015
- Odorrana geminata Bain at al., 2009
- Odorrana gigatympana (Orlov, Ananjeva & Ho, 2006)
- Odorrana grahami (Boulenger, 1917)
- Odorrana graminea (Boulenger, 1900)
- Odorrana hainanensis Fei, Ye & Li, 2001
- Odorrana hejiangensis (Deng & Yu, 1992)
- Odorrana hosii (Boulenger, 1891) — Береговая лягушка
- Odorrana huanggangensis Chen, Zhou & Zheng, 2010
- Odorrana ichangensis Chen, 2020
- Odorrana indeprensa (Bain & Stuart, 2006)
- Odorrana ishikawae (Stejneger, 1901) — Скрытная лягушка
- Odorrana jingdongensis Fei, Ye & Li, 2001
- Odorrana junlianensis Huang at al., 2001
- Odorrana khalam (Stuart, Orlov & Chan-ard, 2005)
- Odorrana kuangwuensis (Liu at al., 1966) — Сычуаньская лягушка
- Odorrana kweichowensis Li, Xu, Lv, Jiang, Wei & Wang, 2018
- Odorrana leporipes (Werner, 1930)
- Odorrana lipuensis Mo at al., 2015
- Odorrana livida (Blyth, 1856) — Травянистая лягушка
- Odorrana lungshengensis (Liu & Hu, 1962)
- Odorrana macrotympana (Yang, 2008)
- Odorrana margaretae (Liu, 1950) — Зеленоспинная лягушка
- Odorrana mawphlangensis (Pillai & Chanda, 1977) — Черноспинная лягушка
- Odorrana monjerai (Matsui & Jaafar, 2006)
- Odorrana morafkai (Bain at al., 2003)
- Odorrana mutschmanni Pham at al., 2016
- Odorrana nanjiangensis Fei at al., 2007
- Odorrana narina (Stejneger, 1901) — Рюкюская лягушка
- Odorrana nasica (Boulenger, 1903)
- Odorrana nasuta Li at al., 2001
- Odorrana orba (Stuart & Bain, 2005)
- Odorrana rotodora (Yang at al., 2008)
- Odorrana schmackeri (Boettger, 1892) — Лягушка Шмакера
- Odorrana sinica (Ahl, 1927)
- Odorrana splendida Kuramoto at al., 2011
- Odorrana supranarina (Matsui, 1994)
- Odorrana swinhoana (Boulenger, 1903) — Тайваньская лягушка
- Odorrana tianmuii Chen, Zhou & Zheng, 2010
- Odorrana tiannanensis (Yang & Li, 1980)
- Odorrana tormota (Wu, 1977)
- Odorrana trankieni (Orlov, Ngat & Ho, 2003)
- Odorrana utsunomiyaorum (Matsui, 1994)
- Odorrana versabilis (Liu & Hu, 1962)
- Odorrana wuchuanensis (Xu at al., 1983) — Гуйчжоуская лягушка
- Odorrana yentuensis Tran, Orlov & Nguyen, 2008
- Odorrana yizhangensis Fei, Ye & Jiang, 2007